# 刘明波
刘明波（1964年3月—），蒙古族，内蒙古赤峰人，1976年1月参加工作，1989年1月加入中国共产党，中华人民共和国地方政治人物。

## 生平
1988年8月毕业于中国人民大学历史系历史学专业，毕业后分配至监察部政策法规司工作，历任政策法规司科员、副主任科员。1993年1月起，历任中央纪委法规室副主任科员、主任科员，中央纪委研究室主任科员，中央纪委研究室理论研究处副处长，中央纪委研究室文件起草处处长。2003年11月，任中央纪委中国方正出版社副社长（副局级）。2004年11月，任中央纪委研究室副主任。其间，于2006年4月至2007年2月挂职任浙江省湖州市委副书记。2007年7月，任中央纪委研究室主任。2010年1月，任中央纪委副秘书长兼办公厅主任。
2015年1月，刘明波外放安徽省，出任中共安徽省纪委常务副书记。2018年1月，任安徽省人大常委会副主任，并于2023年1月连任省人大常委会副主任。